# Rudolf Prack

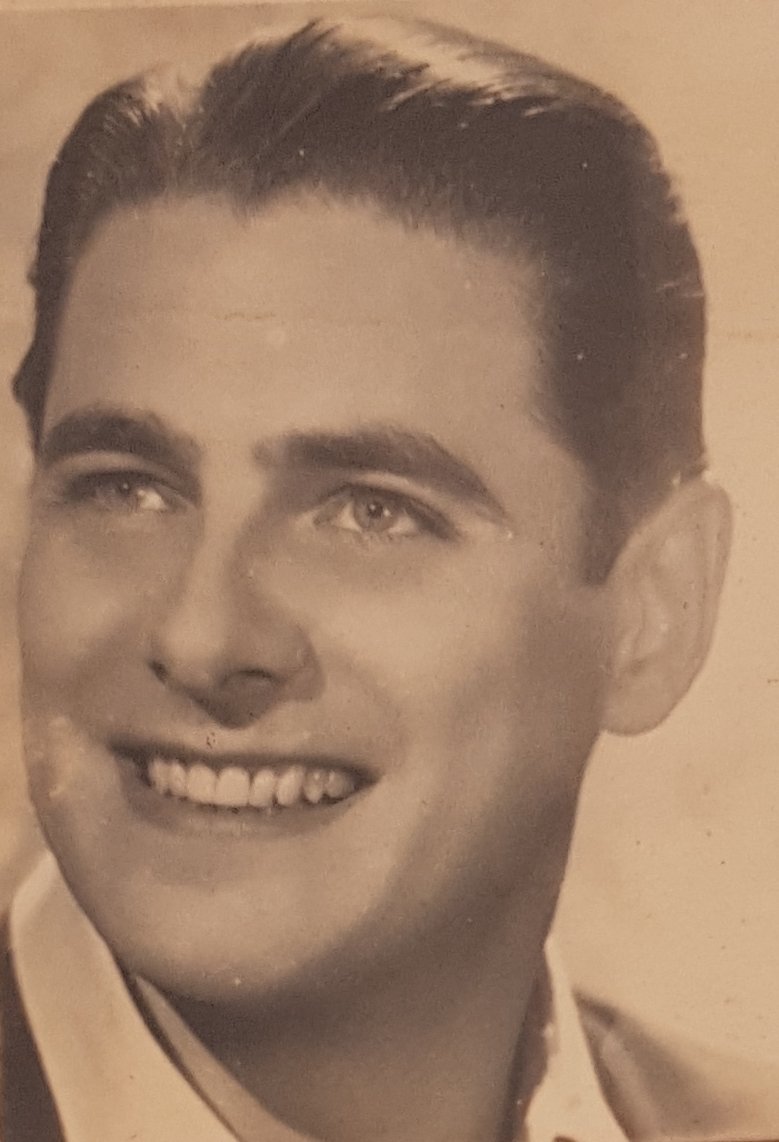
Rudolf Prack um 1940

Rudolf Amon Prack (* 2. August 1905 in Wien, Österreich-Ungarn; † 2. Dezember 1981 ebenda) war ein österreichischer Schauspieler.

## Leben

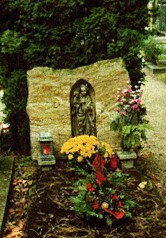
Grabstätte von Rudolf Prack

Der Sohn des Postbeamten Rudolf Prack (1879–1922) und dessen Ehefrau Melanie Elisabeth (1883–1976) besuchte nach dem Realgymnasium die Handelsakademie. Er wurde Bankangestellter, um den Besuch des 1929 gegründeten, damals offiziell noch nicht so genannten Max-Reinhardt-Seminars zu finanzieren. Nach seiner Schauspielausbildung spielte er kurz am 1924 bis 1933 von Max Reinhardt und 1933 bis 1935 von Otto Preminger geleiteten Theater in der Josefstadt in Wien.
Seinen ersten Film drehte Prack 1937. Es folgten von 1938 bis 1945 einige dem NS-Regime genehme Filme der Wien-Film, die für ihn jedoch noch nicht den großen Erfolg bedeuteten. Seit Juli 1938 war Rudolf Prack Mitglied der SA im Range eines Sturmmannes, er war in dieser Eigenschaft auch am Reichsparteitag 1938 in Nürnberg zugegen. NSDAP-Mitglied war Prack jedoch laut seiner im Februar 1939 ausgestellten SA-Stammrolle nicht. Er stand 1944 in der Gottbegnadeten-Liste des Reichsministeriums für Volksaufklärung und Propaganda.
Den Durchbruch schaffte er 1950 mit dem Film Schwarzwaldmädel, als in den Jahren des westdeutschen Wirtschaftswunders das Genre des Heimatfilms immer populärer wurde. Endgültig zum Star wurde er 1951 mit Grün ist die Heide.
Seine Filmrollen trugen ihm den Ruf ein, der „meistgeküsste Mann des deutschen Films“ zu sein. Obwohl Rudolf Prack zu dieser Zeit bereits um die 50 war und viele seiner Partnerinnen, darunter mehrmals Sonja Ziemann, über 20 Jahre jünger waren als er, wurde der Altersunterschied nie zum Filmthema. In den Jahren 1949 und 1950 erhielt Prack einen Bambi.
Er arbeitete auch als Fernsehschauspieler, zum Beispiel von 1967 bis 1969 als Landarzt der Serie Landarzt Dr. Brock. Mit der unsympathischen Rolle in Jesus von Ottakring, einem 1976 verfilmten Theaterstück von Wilhelm Pellert und Helmut Korherr, zeigte er sich auch von einer anderen Seite. Zudem betätigte er sich als Autor von Kurzgeschichten und Hörspielen.

## Privatleben
Rudolf Prack war mit Maria Heinisch (15. Oktober 1904 – 17. Jänner 1974) verheiratet. Das Paar hatte zwei Kinder, Adelheid und Michael, und bewohnte nach 1945 eine Villa im 13. Wiener Gemeindebezirk, Hietzing, in der Stoesslgasse 15 (Ecke Kupelwiesergasse) im Bezirksteil Unter-St.-Veit (im gleichen Bezirksteil hatte damals auch Hans Moser seine Villa), direkt neben dem Hügelpark.
Prack starb 1981 an den Folgen einer Lungenentzündung. Er wurde auf dem Hietzinger Friedhof im Grab Gruppe 50, Nummer 37, im Grab seiner Eltern und seiner Frau bestattet. Das Grab ist auf Friedhofsdauer gewidmet.
Prack, dem nachgesagt wird, „der Liebhaber des deutschen und österreichischen Nachkriegsfilms schlechthin“ gewesen zu sein, hat sich angeblich als „Frauenheld wider Willen“ bezeichnet.

## Filmografie

### Kino
- 1937: Florentine
- 1938: Prinzessin Sissy
- 1938: Der Optimist
- 1939: Mutterliebe
- 1940: Krambambuli
- 1940: Ein Leben lang
- 1940: Der liebe Augustin
- 1941: Spähtrupp Hallgarten
- 1942: Die goldene Stadt
- 1943: Die große Nummer
- 1943: Die unheimliche Wandlung des Alex Roscher
- 1943: Reise in die Vergangenheit
- 1943: Der ewige Klang
- 1944: Die heimlichen Bräute
- 1944: Aufruhr der Herzen
- 1944: Orient-Express
- 1944/47: Liebe nach Noten
- 1944/49: Ein Herz schlägt für Dich
- 1946: Der weite Weg
- 1946: Glaube an mich
- 1948: Zyankali
- 1948: Fregola
- 1948: Morgen ist alles besser
- 1948: Königin der Landstraße
- 1949: Heimliches Rendezvous
- 1949: Um eine Nasenlänge
- 1950: Maharadscha wider Willen
- 1950: Schwarzwaldmädel
- 1950: Mädchen mit Beziehungen
- 1951: Eine Frau mit Herz
- 1951: Engel im Abendkleid
- 1951: Die Dame in Schwarz
- 1951: Grün ist die Heide
- 1951: Johannes und die 13 Schönheitsköniginnen
- 1952: Die Diebin von Bagdad
- 1952: Tausend rote Rosen blühn
- 1952: Lockende Sterne
- 1952: Ferien vom Ich
- 1952: Wenn abends die Heide träumt
- 1953: Kaiserwalzer
- 1953: Wenn am Sonntagabend die Dorfmusik spielt
- 1953: Komm zurück
- 1953: Die Privatsekretärin
- 1954: Roman eines Frauenarztes
- 1954: Kaisermanöver
- 1954: Große Star-Parade
- 1955: Heimatland
- 1955: Ball im Savoy
- 1955: Der Kongreß tanzt
- 1956: Kronprinz Rudolfs letzte Liebe
- 1956: Dany, bitte schreiben Sie
- 1956: Kaiserball
- 1956: Roter Mohn
- 1957: Das einfache Mädchen
- 1957: Heimweh … dort, wo die Blumen blühn
- 1958: Der Page vom Palast-Hotel
- 1958: Die Landärztin
- 1958: Eine Reise ins Glück
- 1958: Der Priester und das Mädchen
- 1959: Was eine Frau im Frühling träumt
- 1959: Aus dem Tagebuch eines Frauenarztes
- 1959: Du bist wunderbar
- 1960: Ein Herz braucht Liebe
- 1960: Die junge Sünderin
- 1961: Frau Irene Besser
- 1961: Vertauschtes Leben
- 1961: Mariandl
- 1962: Mariandls Heimkehr
- 1963: Schwejks Flegeljahre
- 1964: Holiday in St. Tropez
- 1964: Happy-End am Wörthersee (Happy-End am Attersee)
- 1964: Die lustigen Weiber von Tirol
- 1965: Ruf der Wälder
- 1965: Heidi
- 1968: Ein dreifach Hoch dem Sanitätsgefreiten Neumann
- 1970: Frau Wirtin bläst auch gern Trompete
- 1971: Verliebte Ferien in Tirol
- 1972: Sie nannten ihn Krambambuli
- 1973: Wenn jeder Tag ein Sonntag wär
- 1974: Der Jäger von Fall
- 1974: Karl May
- 1976: Jesus von Ottakring
- 1977: Die Standarte

### Fernsehen (Auswahl)
- 1967: Landarzt Dr. Brock (Fernsehserie, Hauptrolle)
- 1970: Der Kurier der Kaiserin (Fernsehserie)
- 1971: Glückspilze (Fernsehfilm)
- 1981: Ringstraßenpalais (Fernsehserie)